# Syllepte dialis
Syllepte dialis là một loài bướm đêm trong họ Crambidae.